# Škovec (Trebnje, Slovenija)
Škovec je naselje u slovenskoj Općini Trebnju. Škovec se nalazi u pokrajini Dolenjskoj i statističkoj regiji Jugoistočnoj Sloveniji. 

## Stanovništvo
Prema popisu stanovništva iz 2002. godine naselje je imalo 88 stanovnika.